# Ramon Vinyes (escultor)
Ramon Vinyes (Ribes de Freser, Girona, 1948) és un artista l'obra del qual inclou escultura, pintura, arts plàstiques i art multiplicat, així com la fotografia, disseny industrial i gràfic.